# تابستان گرم و طولانی
تابستان گرم و طولانی (انگلیسی: The Long, Hot Summer) فیلمی است به کارگردانیِ مارتین ریت که در سال ۱۹۵۸ منتشر شد پل نیومن و همسر واقعی خود (وودوارد) در این فیلم ایفای نقش کرده‌اند و نیومن بخاطر بازی در این فیلم جایزهٔ نخل طلای کن بهترین بازیگر نقش اول مرد رو تصاحب کرده‌است

## بازیگران
- پل نیومن
- جوآن وودوارد
- آنتونی فرنسیوسا
- اورسن ولز
- لی رمیک
- آنجلا لنسبوری
- ریچارد اندرسون
- مابل البرتسون
- وال آوری
- بایرون فولگر